# Паскаль, Френсин
Френсин Паскаль (урождённая Рубин; 13 мая 1932, Манхэттен, Нью-Йорк, США — 28 июля 2024, Нью-Йорк) — американская писательница, прославившаяся благодаря серии романов «Школа в Ласковой Долине» для девочек-подростков. По мотивам романов был снят одноимённый сериал; кроме того, было снято несколько спин-оффов, в том числе «Клуб единорога» и «Университет сладкой долины». Несмотря на то, что большинство книг были изданы в 1980-х и 1990-х годах, они остаются настолько популярными, что несколько романов были переизданы в нынешнее время[когда?].

## Биография
Френсин Рубин родилась в Манхэттене (Нью-Йорк), в еврейской семье. Выросла в нью-йоркском боро Куинс. Её отец работал аукционистом. В 1958 году Френсин окончила Нью-Йоркский университет. Во время учёбы она познакомилась с журналистом Джоном Паскалем, и в 1965 году они поженились. Френсин часто отводила Джону роль своего наставника, они сотрудничали в нескольких проектах, включая написание сценариев для мыльной оперы канала ABC «Молодые супруги», которая транслировалась с 1964 по 1966 год в рамках дневного блока ABC. В 1981 году Джон умер от рака лёгких в возрасте 49 лет.
Брат Френсин — Майкл Стюарт был талантливым бродвейским драматургом и либреттистом, он написал книги к таким музыкальным хитам, как «Bye Bye Birdie» и «Хелло, Долли!». Френсин, её муж Джон и её брат Майкл вместе писали книгу для бродвейского мюзикла «Джордж М!», премьера которого состоялась в театре «Палас» с 1968 по 1970 год. В 1970 году телевизионная версия «Джорджа М!» транслировалась на канале NBC. После смерти своего брата в 1987 году Паскаль отредактировала свой мюзикл Mack & Mabel. Она также доработала мюзикл «Карнавал!», для Кеннеди-центра в Вашингтоне.
В 1977 году вышел первый роман Паскаль для девочек-подростков, он назывался «Тусовка с Сиси», в котором её героиня, Виктория Мартин, отправилась в прошлое и встретила свою мать в подростковом возрасте. Он был показан по телевидению как телесериал-антология ABC Afterschool. Позже она написала две другие книги о Виктории Мартин: «Моя первая любовь и другие бедствия» и «Любовь и предательство».
В 1994 году её книжная серия «Школа в Ласковой Долине» была адаптирована для телевидения, Паскаль была приглашена на съемки в качестве исполнительного продюсера и творческого консультанта. Ни один из её советов не был учтён при съёмках сериала, и после этого она отказалась от него.
Помимо романов для девочек-подростков, Паскаль написала ещё несколько книг для взрослых, в том числе «La Villa» и «Save Johanna!», а также научно-популярную книгу «Странный случай Патти Херст», над которой она работала вместе со своим мужем Джоном. Затем Паскаль написала роман «Sweet Valley Confidential: Ten Years Later», в котором рассказывается о персонажах романа «Школа в Ласковой Долине» 10 лет спустя.

## Личная жизнь
22 февраля 2008 года старшая дочь Паскаль, Джейми умерла после двухлетней борьбы с болезнью печени.
В 2015 году Паскаль жила одновременно на два дома, в Нью-Йорке и на юге Франции. Она придерживалась строгого рабочего графика, но старалась проводить как можно больше времени со своими детьми и внуками. С тех пор как умер её супруг Джон, она больше никогда не выходила замуж. Её младшая дочь, Сьюзен сейчас живёт в Шанхае вместе с дочерью Николь.
Умерла от лимфомы в Нью-Йоркской Пресвитерианской больнице 28 июля 2024 года в возрасте 92 лет.

## Награды
Паскаль награждена такими наградами, как The Dorothy Canfield Fisher Award, The Milner Award, The Bernard Versele Award, Brussels, и Publishers Weekly Literary Prize.